# Ferrocarril Oeste (volley-ball)
Le Ferro Carril Oeste est un club omnisports argentin fondé en 1904 et basé à Buenos Aires. La section de volley-ball évolue au plus haut niveau national (Liga de Honor).

## Palmarès
- National
  - Championnat d'Argentine : 1977, 1980, 1981, 1983, 1984, 1985, 1987, 1988, 1998
  - Coupe Morgan : 1966, 1977, 1979, 1983, 1984, 1985, 1986
- Sud-Américain
  - Ligue des Champions d'Amérique du Sud : 1987, 1998

## Joueurs majeurs
- Hugo Conte  Argentine (réceptionneur-attaquant, 1,98 m)
- Waldo Kantor  Argentine (passeur, 1,78 m)